# Hans Jürgen Ehlers
Hans Jürgen Ehlers (* 10. Dezember 1926 in Leipzig; † 24. Juli 2013 in Stuttgart) war ein deutscher Buchhändler. Er gilt als Erfinder der Internationalen Standardbuchnummer (International Standard Book Number), abgekürzt ISBN.

## Leben
Er war der Sohn des Direktors des Teubner Verlages und dessen Gattin, die im selben Verlag als Leiterin der Schulbuchabteilung arbeitete, und wurde im Teubnerhaus in der Leipziger Poststraße geboren. Er machte zunächst das Abitur an der Thomasschule in Leipzig und begann dann als Buchdruckvolontär bei Teubner. Neben seiner Ausbildung zum Sortimentbuchhändler in London, Paris und Stuttgart studierte er die Fächer Philosophie, Pädagogik und Anglistik in Heidelberg, München und Oxford. 1954 promovierte er an der Universität Tübingen („Das Schlagwort im England des Zweiten Weltkrieges. Studien zur Wortgeschichte und Semantik von Kriegsschlagwörtern“), wo er Mitglied der Studentenverbindung AV Igel wurde.
Während er von 1955 bis 1986 im Klett Verlag als Fachmann für Rationalisierung, Datenverarbeitung und Neue Medien tätig war, führte er dort die Lochkartenanlage und die EDV ein. Außerdem entwickelte er die Methodik des ISBN-Systems, die er 1966 der internationalen Öffentlichkeit präsentierte. Neben seinem Beruf engagierte er sich im Börsenverein des Deutschen Buchhandels und in internationalen Buchhandelsorganisationen. Außerdem hatte er seit einen Lehrauftrag für Buch- und Bibliothekskunde an der Universität Erlangen-Nürnberg inne.
Für die Erfindung der ISBN wurde er 1975 mit der Goldenen DIN-Ehrennadel, 1987 mit der Goldenen Nadel des Börsenvereins und 2006 mit dem Bundesverdienstkreuz am Bande geehrt.

## Veröffentlichungen
- Zwischenbetriebliche Kooperation im Rahmen der Datenverarbeitung. Verlag für Buchmarkt-Forschung, Hamburg 1967.
- Das Buch als Verpackungsobjekt. Verlag für Buchmarkt-Forschung, Hamburg 1969.
- Standard-Buch-Nummern<SBN>im deutschsprachigen Raum. S.-Abdr.aus: Börsenblatt f.d.Dt. Buchhandel, Frankfurter Ausg. 24. Nr. 75. Frankfurt am Main 1969.
- Die Bedeutung des Fachnormenausschusses Bibliotheks- und Dokumentationswesen (FBD) im Deutschen Institut für Normung (DIN) für die Arbeit der Spezialbibliotheken. In:  Bericht über die ... Tagung / Arbeitsgemeinschaft d. Spezialbibliotheken, (ASpB), Bd. 16 (1977), S. 115–127.
- Farbig angestrichen. Zeitzeugengespräche 2006. Verl.-Haus Monsenstein und Vannerdat, Münster 2006, ISBN 978-3-86582-380-9.